# نيكولا ريتزولي
نيكولا ريتزولي (بالإيطالية: Nicola Rizzoli)‏ (مواليد 5 أكتوبر 1971) حكم كرة قدم إيطالي. بدأ مسيرته التحكيمية في الدرجة الأولى سنة 2002 ثم قرر الاتحاد الدولي لكرة القدم اعتماده حكما دوليا في سنة 2007. في يونيو 2009 قرر الاتحاد الأوروبي لكرة القدم تصعيد ريتزولي إلى حكام النخبة الذين يستطيعون إدارة المباريات الصعبة وأبرز المباريات التي تم اسنادها إليه إياب الدور الربع النهائي بين مانشستر يونايتد الإنجليزي وبايرن ميونخ الألماني في دوري أبطال أوروبا 2009-2010 حيث شهدت المباراة طرد الظهير البرازيلي الأيمن لمانشستر رافاييل لتنتهي المباراة بخساره بايرن ميونخ 3-2 والفوز في المجموع 4-4 بقانون الأهداف خارج الأرض.

## وصلات خارجية
- نيكولا ريتزولي على موقع Soccerway.com (الإنجليزية)

الملف الشخصي على WorldReferee.com
| سبقه لويس ميدينا كانتاليخو | حكم المبارة النهائية في دوري أبطال أوروبا 2010 | تبعه كارلوس فيلاسكو كاربايو |
| سبقه بيدرو بروينسا         | حكم المبارة النهائية في دوري أبطال أوروبا 2013 | تبعه بيورن كويبرس           |
| سبقه هاوارد ويب            | حكم المبارة النهائية في كاس العالم 2014        | تبعه نيستور بيتانا          |